# IndyCar Series 2023
IndyCar Series 2023, oficjalnie 2023 NTT IndyCar Series – dwudziesty ósmy sezon amerykańskiej serii IndyCar.
Sezon rozpoczął się 5 marca, natomiast zakończył się 10 września. W trakcie sezonu rozegrana została 107. edycja wyścigu Indianapolis 500.
Álex Palou zdobył swoje drugie mistrzostwo IndyCar, natomiast Marcus Armstrong zdobył nagrodę nowicjusza roku.

## Kierowcy i zespoły
Następujące zespoły i kierowcy zostali zgłoszeni, aby rywalizować w sezonie 2023 IndyCar Series. Wszystkie zespoły używają identycznego podwozia Dallara IR12 z uniwersalnym zestawem aerodynamicznym IR-18 i oponami Firestone.
| Zespół                         | Silnik    | Nr | Kierowcy            | Rundy                      |
| ------------------------------ | --------- | -- | ------------------- | -------------------------- |
| Abel Motorsports               | Chevrolet | 50 | R.C. Enerson R      | 6                          |
| A.J. Foyt Enterprises          | Chevrolet | 14 | Santino Ferucci     | wszystkie                  |
| A.J. Foyt Enterprises          | Chevrolet | 55 | Benjamin Pedersen R | wszystkie                  |
| Andretti Autosport             | Honda     | 26 | Colton Herta        | wszystkie                  |
| Andretti Autosport             | Honda     | 27 | Kyle Kirkwood       | wszystkie                  |
| Andretti Autosport             | Honda     | 28 | Romain Grosjean     | wszystkie                  |
| Andretti Autosport             | Honda     | 29 | Devlin DeFrancesco  | wszystkie                  |
| Andretti Autosport             | Honda     | 98 | Marco Andretti      | 6                          |
| Arrow McLaren SP               | Chevrolet | 5  | Pato O'Ward         | wszystkie                  |
| Arrow McLaren SP               | Chevrolet | 6  | Felix Rosenqvist    | wszystkie                  |
| Arrow McLaren SP               | Chevrolet | 7  | Alexander Rossi     | wszystkie                  |
| Arrow McLaren SP               | Chevrolet | 66 | Tony Kanaan         | 6                          |
| Chip Ganassi Racing            | Honda     | 8  | Marcus Ericsson     | wszystkie                  |
| Chip Ganassi Racing            | Honda     | 9  | Scott Dixon         | wszystkie                  |
| Chip Ganassi Racing            | Honda     | 10 | Álex Palou          | wszystkie                  |
| Chip Ganassi Racing            | Honda     | 11 | Marcus Armstrong R  | 1, 3–5, 7–10, 13–14, 16–17 |
| Chip Ganassi Racing            | Honda     | 11 | Takuma Sato         | 2, 6, 11–12, 15            |
| Dale Coyne Racing              | Honda     | 18 | David Malukas       | wszystkie                  |
| Dale Coyne Racing              | Honda     | 51 | Sting Ray Robb R    | wszystkie                  |
| Dreyer & Reinbold Racing       | Chevrolet | 23 | Ryan Hunter-Reay    | 6                          |
| Dreyer & Reinbold Racing       | Chevrolet | 24 | Stefan Wilson R     | 6                          |
| Dreyer & Reinbold Racing       | Chevrolet | 24 | Graham Rahal        | 6                          |
| Ed Carpenter Racing            | Chevrolet | 20 | Conor Daly          | 1–7                        |
| Ed Carpenter Racing            | Chevrolet | 20 | Ryan Hunter-Reay    | 8–17                       |
| Ed Carpenter Racing            | Chevrolet | 21 | Rinus VeeKay        | wszystkie                  |
| Ed Carpenter Racing            | Chevrolet | 33 | Ed Carpenter        | 2, 6, 11–12, 15            |
| Juncos Hollinger Racing        | Chevrolet | 77 | Callum Ilott        | wszystkie                  |
| Juncos Hollinger Racing        | Chevrolet | 78 | Agustín Canapino    | wszystkie                  |
| Meyer Shank Racing             | Honda     | 06 | Hélio Castroneves   | wszystkie                  |
| Meyer Shank Racing             | Honda     | 60 | Simon Pagenaud      | 1–9                        |
| Meyer Shank Racing             | Honda     | 60 | Conor Daly          | 9, 11–12                   |
| Meyer Shank Racing             | Honda     | 60 | Tom Blomqvist R     | 10, 16–17                  |
| Meyer Shank Racing             | Honda     | 60 | Linus Lundqvist R   | 13–15                      |
| Rahal Letterman Lanigan Racing | Honda     | 15 | Graham Rahal        | wszystkie                  |
| Rahal Letterman Lanigan Racing | Honda     | 30 | Jack Harvey         | 1–14                       |
| Rahal Letterman Lanigan Racing | Honda     | 30 | Conor Daly          | 15                         |
| Rahal Letterman Lanigan Racing | Honda     | 30 | Jüri Vips R         | 16–17                      |
| Rahal Letterman Lanigan Racing | Honda     | 44 | Katherine Legge     | 6                          |
| Rahal Letterman Lanigan Racing | Honda     | 45 | Christian Lundgaard | wszystkie                  |
| Team Penske                    | Chevrolet | 2  | Josef Newgarden     | wszystkie                  |
| Team Penske                    | Chevrolet | 3  | Scott McLaughlin    | wszystkie                  |
| Team Penske                    | Chevrolet | 12 | Will Power          | wszystkie                  |

 R  – debiutant

## Kalendarz
Kalendarz został opublikowany 27 września 2022 roku.
| Runda | Data        | Nazwa wyścigu                                                  | Tor                                       | Lokalizacja             |
| ----- | ----------- | -------------------------------------------------------------- | ----------------------------------------- | ----------------------- |
| 1     | 5 Marca     | Firestone Grand Prix of St. Petersburg presented by RP Funding | T Ulice St. Petersburga                   | St. Petersburg, Floryda |
| 2     | 2 Kwietnia  | PPG 375                                                        | O Texas Motor Speedway                    | Fort Worth, Teksas      |
| 3     | 16 Kwietnia | Acura Grand Prix of Long Beach                                 | T Ulice Long Beach                        | Long Beach, Kalifornia  |
| 4     | 30 Kwietnia | Children's of Alabama Indy Grand Prix                          | T Barber Motorsport Park                  | Birmingham, Alabama     |
| 5     | 13 Maja     | GMR Grand Prix                                                 | T Indianapolis Motor Speedway Road Course | Speedway, Indiana       |
| 6     | 28 Maja     | 107th Indianapolis 500                                         | O Indianapolis Motor Speedway             | Speedway, Indiana       |
| 7     | 4 Czerwca   | Chevrolet Detroit Grand Prix presented by Lear                 | T Ulice Detroit                           | Detroit, Michigan       |
| 8     | 18 Czerwca  | Sonsio Grand Prix at Road America presented by AMR             | T Road America                            | Elkhart Lake, Wisconsin |
| 9     | 2 Lipca     | Honda Indy 200 at Mid-Ohio presented by the 2023 Accord Hybrid | T Mid-Ohio Sports Car Course              | Lexington, Ohio         |
| 10    | 16 Lipca    | Honda Indy Toronto                                             | T Exhibition Place                        | Toronto                 |
| 11    | 22 Lipca    | Hy-Vee Homefront 250 presented by Instacart                    | O Iowa Speedway                           | Newton, Iowa            |
| 12    | 23 Lipca    | Hy-Vee One Step 250 presented by Gatorade                      | O Iowa Speedway                           | Newton, Iowa            |
| 13    | 6 Sierpnia  | Big Machine Music City Grand Prix                              | T Nashville Street Circuit                | Nashville, Tennessee    |
| 14    | 12 Sierpnia | Gallagher Grand Prix                                           | T Indianapolis Motor Speedway Road Course | Speedway, Indiana       |
| 15    | 27 sierpnia | Bommarito Automotive Group 500                                 | O WorldWide Technology Raceway            | Madison, Illinois       |
| 16    | 3 Września  | BitNile.com Grand Prix of Portland                             | T Portland International Raceway          | Portland, Oregon        |
| 17    | 10 Września | Firestone Grand Prix of Moterey                                | T WeatherTech Raceway Laguna Seca         | Monterey, Kalifornia    |

 O  – Tor owalny
 T  – Tor stały/uliczny

## Wyniki
| Runda | Wyścig           | Pole position       | Najszybsze okrążenie | Najwięcej okrążeń na prowadzeniu | Zwycięzca wyścigu   | Zwycięzca wyścigu              | Zwycięzca wyścigu |
| Runda | Wyścig           | Pole position       | Najszybsze okrążenie | Najwięcej okrążeń na prowadzeniu | Kierowca            | Zespół                         | Silnik            |
| ----- | ---------------- | ------------------- | -------------------- | -------------------------------- | ------------------- | ------------------------------ | ----------------- |
| 1     | St. Petersburg   | Romain Grosjean     | Álex Palou           | Scott McLaughlin                 | Marcus Ericsson     | Chip Ganassi Racing            | Honda             |
| 2     | Texas            | Felix Rosenqvist    | Pato O'Ward          | Josef Newgarden                  | Josef Newgarden     | Team Penske                    | Chevrolet         |
| 3     | Long Beach       | Kyle Kirkwood       | Álex Palou           | Kyle Kirkwood                    | Kyle Kirkwood       | Andretti Autosport             | Honda             |
| 4     | Birmingham       | Romain Grosjean     | Will Power           | Romain Grosjean                  | Scott McLaughlin    | Team Penske                    | Chevrolet         |
| 5     | IMS GMR GP       | Christian Lundgaard | Álex Palou           | Álex Palou                       | Álex Palou          | Chip Ganassi Racing            | Honda             |
| 6     | Indianapolis 500 | Álex Palou          | David Malukas        | Pato O'Ward                      | Josef Newgarden     | Team Penske                    | Chevrolet         |
| 7     | Detroit          | Álex Palou          | Kyle Kirkwood        | Álex Palou                       | Álex Palou          | Chip Ganassi Racing            | Honda             |
| 8     | Road America     | Colton Herta        | Will Power           | Colton Herta                     | Álex Palou          | Chip Ganassi Racing            | Honda             |
| 9     | Mid-Ohio         | Colton Herta        | Felix Rosenqvist     | Álex Palou                       | Álex Palou          | Chip Ganassi Racing            | Honda             |
| 10    | Toronto          | Christian Lundgaard | Christian Lundgaard  | Christian Lundgaard              | Christian Lundgaard | Rahal Letterman Lanigan Racing | Honda             |
| 11    | Iowa 1           | Will Power          | Scott McLaughlin     | Josef Newgarden                  | Josef Newgarden     | Team Penske                    | Chevrolet         |
| 12    | Iowa 2           | Will Power          | Will Power           | Josef Newgarden                  | Josef Newgarden     | Team Penske                    | Chevrolet         |
| 13    | Nashville        | Scott McLaughlin    | Linus Lundqvist      | Kyle Kirkwood                    | Kyle Kirkwood       | Andretti Autosport             | Honda             |
| 14    | IMS Gallagher GP | Graham Rahal        | Graham Rahal         | Graham Rahal                     | Scott Dixon         | Chip Ganassi Racing            | Honda             |
| 15    | Gateway          | Scott McLaughlin    | Linus Lundqvist      | Scott Dixon                      | Scott Dixon         | Chip Ganassi Racing            | Honda             |
| 16    | Portland         | Graham Rahal        | Josef Newgarden      | Álex Palou                       | Álex Palou          | Chip Ganassi Racing            | Honda             |
| 17    | Laguna Seca      | Felix Rosenqvist    | Álex Palou           | Álex Palou                       | Scott Dixon         | Chip Ganassi Racing            | Honda             |

## Klasyfikacja punktowa
Punktacja:
| Pozycja | 1. | 2. | 3. | 4. | 5. | 6. | 7. | 8. | 9. | 10. | 11. | 12. | 13. | 14. | 15. | 16. | 17. | 18. | 19. | 20. | 21. | 22. | 23. | 24. | 25+ | PP | L | ML |
| Punkty  | 50 | 40 | 35 | 32 | 30 | 28 | 26 | 24 | 22 | 20  | 19  | 18  | 17  | 16  | 15  | 14  | 13  | 12  | 11  | 10  | 9   | 8   | 7   | 6   | 5   | 1  | 1 | 2  |

Punktacja w kwalifikacjach do Indianapolis 500:
| Pozycja | 1. | 2. | 3. | 4. | 5. | 6. | 7. | 8. | 9. | 10. | 11. | 12. |
| Punkty  | 12 | 11 | 10 | 9  | 8  | 7  | 6  | 5  | 4  | 3   | 2   | 1   |

| Poz. | Kierowca            | STP  | TXS | LBH | ALA | IGP1 | INDY  | DET | ROA | MDO | TOR | IOW | IOW | NSH | IGP2 | GAT | POR | LAG | Pkt. |
| ---- | ------------------- | ---- | --- | --- | --- | ---- | ----- | --- | --- | --- | --- | --- | --- | --- | ---- | --- | --- | --- | ---- |
| 1    | Álex Palou          | 8    | 3L  | 5L  | 5   | 1L*  | 41L   | 1L* | 1L  | 1L* | 2   | 8L  | 3   | 3L  | 7    | 7   | 1L* | 3L* | 656  |
| 2    | Scott Dixon         | 3L   | 5L  | 27  | 7   | 6L   | 6     | 4   | 4   | 2L  | 4L  | 6   | 6L  | 5   | 1L   | 1L* | 3L  | 1L  | 578  |
| 3    | Scott McLaughlin    | 13L* | 6   | 10  | 1L  | 16   | 14    | 7   | 8   | 5   | 6L  | 2   | 5L  | 2L  | 8    | 5   | 9   | 2   | 488  |
| 4    | Pato O'Ward         | 2L   | 2L  | 17  | 4   | 2L   | 245L* | 26L | 3   | 8   | 8   | 3   | 10  | 8   | 3    | 2L  | 4   | 9L  | 484  |
| 5    | Josef Newgarden     | 17   | 1L* | 9L  | 15L | 7    | 1L    | 10L | 2   | 12  | 5   | 1L* | 1L* | 4   | 25   | 25L | 5   | 21  | 479  |
| 6    | Marcus Ericsson     | 1L   | 8   | 3   | 10  | 8L   | 210L  | 9L  | 6   | 27  | 11L | 4   | 9L  | 7L  | 10   | 10  | 7   | 15  | 438  |
| 7    | Will Power          | 7    | 16  | 6   | 3L  | 12   | 2312L | 2L  | 13L | 3L  | 14  | 5L  | 2L  | 10L | 6    | 9L  | 25  | 4   | 425  |
| 8    | Christian Lundgaard | 9    | 19  | 14  | 6   | 4L   | 19    | 16  | 7   | 4   | 1L* | 20  | 13  | 9   | 4L   | 17  | 11  | 6   | 390  |
| 9    | Alexander Rossi     | 4    | 22  | 22  | 8   | 3L   | 57L   | 5L  | 10  | 10  | 16  | 10  | 15  | 19  | 5    | 4L  | 20  | 7   | 375  |
| 10   | Colton Herta        | 20   | 7L  | 4   | 14  | 9    | 9L    | 11  | 5L* | 11L | 3   | 19  | 7   | 21  | 13   | 6L  | 13  | 23L | 356  |
| 11   | Kyle Kirkwood       | 15   | 27  | 1L* | 12  | 14   | 28    | 6L  | 9   | 17  | 15  | 7   | 11  | 1L* | 9    | 15  | 10  | 25  | 352  |
| 12   | Felix Rosenqvist    | 19   | 26L | 7   | 9   | 5L   | 273L  | 3   | 20  | 25  | 10  | 13  | 4L  | 22  | 27   | 8   | 2L  | 19L | 324  |
| 13   | Romain Grosjean     | 18L  | 14L | 2   | 2L* | 11   | 30    | 24  | 25  | 13  | 22  | 11  | 12  | 6L  | 18   | 12  | 27  | 11L | 296  |
| 14   | Rinus VeeKay        | 21   | 11  | 26  | 16  | 13   | 102L  | 18  | 12  | 15  | 13  | 17  | 18  | 14  | 11   | 11  | 6   | 18  | 277  |
| 15   | Graham Rahal        | 6    | 24  | 12  | 17  | 10L  | 22    | 25  | 11  | 7L  | 9   | 28  | 20  | 15  | 2L*  | 20  | 12L | 27  | 276  |
| 16   | Callum Ilott        | 5    | 9   | 19  | 13  | 18   | 12L   | 27  | 18  | 16  | 18  | 15  | 14  | 12  | 17   | 27  | 15  | 5   | 266  |
| 17   | David Malukas       | 10L  | 4   | 20  | 19  | 26   | 29    | 23  | 27  | 6   | 20  | 12  | 8   | 27  | 16   | 3   | 8L  | 20  | 265  |
| 18   | Hélio Castroneves   | 23   | 10  | 21  | 21  | 22   | 15L   | 19  | 15  | 21  | 21  | 14  | 16  | 11  | 15   | 23  | 14  | 13  | 217  |
| 19   | Santino Ferrucci    | 24   | 21  | 11  | 20  | 23   | 34L   | 21  | 16  | 24  | 17  | 26  | 22  | 18  | 23   | 13  | 16  | 17  | 214  |
| 20   | Marcus Armstrong RY | 11   | –   | 8   | 11  | 15   | –     | 8   | 24L | 9   | 7   | –   | –   | 13  | 24   | –   | 19  | 8   | 214  |
| 21   | Agustín Canapino R  | 12   | 12  | 25L | 26  | 21   | 26    | 14  | 19  | 23  | 12  | 16  | 26  | 20  | 21   | 22  | 26  | 14  | 180  |
| 22   | Devlin DeFrancesco  | 25   | 23  | 16  | 23  | 17   | 13    | 12  | 23  | 14  | 23  | 22  | 21  | 26  | 19L  | 19  | 17  | 22  | 177  |
| 23   | Sting Ray Robb R    | 16   | 25L | 18  | 27  | 27   | 31    | 22  | 22  | 22  | 19  | 25  | 28  | 17  | 22   | 21  | 23  | 12  | 147  |
| 24   | Jack Harvey         | 22   | 18  | 13  | 24  | 20   | 18    | 17  | 26  | 18  | 24  | 18  | 19  | 24  | 14   | –   | –   | –   | 146  |
| 25   | Conor Daly          | 14   | 20  | 23  | 25  | 19   | 8     | 15  | –   | 20  | –   | 21  | 17  | –   | –    | 16  | –   | –   | 134  |
| 26   | Ryan Hunter-Reay    | –    | –   | –   | –   | –    | 11L   | –   | 17  | 19  | 26  | 23  | 24  | 16  | 20   | 14  | 21  | 10  | 131  |
| 27   | Benjamin Pedersen R | 27   | 15  | 24  | 22  | 24   | 2111  | 20  | 21  | 26  | 27  | 27  | 27  | 23  | 26   | 28  | 22  | 16  | 129  |
| 28   | Simon Pagenaud      | 26   | 17  | 15  | 18  | 25   | 25    | 13  | 14  | NW  | –   | –   | –   | –   | –    | –   | –   | –   | 88   |
| 29   | Takuma Sato         | –    | 28  | –   | –   | –    | 78L   | –   | –   | –   | –   | 9L  | 25  | –   | –    | 26  | –   | –   | 70   |
| 30   | Ed Carpenter        | –    | 13  | –   | –   | –    | 20    | –   | –   | –   | –   | 24  | 23  | –   | –    | 24  | –   | –   | 46   |
| 31   | Linus Lundqvist R   | –    | –   | –   | –   | –    | –     | –   | –   | –   | –   | –   | –   | 25  | 12   | 18  | –   | –   | 35   |
| 32   | Tony Kanaan         | –    | –   | –   | –   | –    | 169   | –   | –   | –   | –   | –   | –   | –   | –    | –   | –   | –   | 18   |
| 33   | Jüri Vips R         | –    | –   | –   | –   | –    | –     | –   | –   | –   | –   | –   | –   | –   | –    | –   | 18  | 24  | 18   |
| 34   | Tom Blomqvist R     | –    | –   | –   | –   | –    | –     | –   | –   | –   | 25  | –   | –   | –   | –    | –   | 24  | 26  | 16   |
| 35   | Marco Andretti      | –    | –   | –   | –   | –    | 17    | –   | –   | –   | –   | –   | –   | –   | –    | –   | –   | –   | 13   |
| 36   | R. C. Enerson R     | –    | –   | –   | –   | –    | 32    | –   | –   | –   | –   | –   | –   | –   | –    | –   | –   | –   | 5    |
| 37   | Katherine Legge     | –    | –   | –   | –   | –    | 33    | –   | –   | –   | –   | –   | –   | –   | –    | –   | –   | –   | 5    |
| Poz. | Kierowca            | STP  | TXS | LBH | ALA | IGP1 | INDY  | DET | ROA | MDO | TOR | IOW | IOW | NSH | IGP2 | GAT | POR | LAG | Pkt. |

| Kolor           | Rezultat                                  |
| --------------- | ----------------------------------------- |
| Złoty           | Zwycięzca                                 |
| Srebrny         | 2. miejsce                                |
| Brązowy         | 3. miejsce                                |
| Zielony         | Finisz w top 5                            |
| Jasnoniebieski  | Finisz w top 10                           |
| Ciemnoniebieski | Ukończony wyścig                          |
| Fioletowy       | Nie ukończył (NU)                         |
| Czerwony        | Nie zakwalifikował się (NZ)               |
| Czarny          | Zdyskwalifikowany (DK)                    |
| Biały           | Nie wystartował (NW)                      |
| Biały           | Wyścig odwołany (OD/C)                    |
| Bez Koloru      | Nie brał udziału (–)                      |
| Pogrubienie     | Pole position (1 punkt; z wyjątkiem Indy) |
| Pochylenie      | Najszybsze okrążenie wyścigu              |
| L               | Prowadził w wyścigu (1 punkty)            |
| *               | Prowadził najwięcej okrążeń (2 punkty)    |
| 1–12            | Indy 500 „Fast Twelve” dodatkowe punkty   |
| c               | Kwalifikacje odwołane (brak punktów)      |
| RY              | Nowicjusz roku                            |
| R               | Nowicjusz                                 |